# シャドニエ
シャドニエ（ハイチ語: Chadonyè, 仏: Chardonnières）はハイチ南西部チビウォン半島先端部南側、レカイの西北西約45kmに位置するコミーン。シャドニエ郡の郡庁所在地。2015年の推計人口は 25,240 人。コーヒー、ライム、タバコが栽培される。守護聖人は聖アンナで7月26日が祝日である。東にコトー郡ポータピマン、西にザングレ、北にグランダンス県コライユ郡ウォゾー、北東にオカイ郡シャンタルと接し、南はカリブ海に臨む。

## 脚註
1. 1 2  “Haiti: administrative units, extended”.   geoHive. 2016年10月5日時点のオリジナルよりアーカイブ。2023年11月13日閲覧。